# Thieving from the House of God
Thieving from the House of God è il quinto album della band inglese heavy metal Orange Goblin pubblicato nel 2004 dall'etichetta Rise Above Records. È il primo album senza il chitarrista Pete O'Malley.

## Tracce
1. Some You Win, Some You Lose – 3:19
2. One Room, One Axe, One Outcome – 5:29
3. Hard Luck – 2:30
4. Black Egg – 5:04
5. You're Not The One (Who Can Save Rock n' Roll) – 2:20
6. If It Ain't Broke, Break It – 5:25
7. Lazy Mary – 3:17
8. Round Up the Horses – 5:32
9. Tosh Lines – 1:21
10. Just Got Paid (cover degli ZZ Top) – 3:31
11. Crown of Locusts – 9:23

## Formazione
- Ben Ward - voce
- Joe Hoare - chitarra
- Martyn Millard - basso
- Chris Turner - batteria

## Curiosità
- La band dedica l'album alla memoria di Johnny Morrow (cantante degli Iron Monkey, morto per un infarto il 22 giugno 2002) e di Johnny Cash.